# Giro della Provincia di Reggio Calabria 1950
Il Giro della Provincia di Reggio Calabria 1950, undicesima edizione della corsa, si svolse il 2 aprile 1950 su un percorso di 242,6 km, con partenza e arrivo a Reggio Calabria. La vittoria fu appannaggio dell'italiano Fausto Coppi, che completò il percorso in 7h16'22", alla media di 33,357 km/h, precedendo i connazionali Gino Bartali e Vito Ortelli.
Per la prima volta la gara fu svolta come prova in linea di un giorno; nelle precedenti 10 edizioni si era invece svolta a tappe, tre per quattro edizioni e due per le altre sei.

## Ordine d'arrivo (Top 10)
| Pos. | Corridore          | Squadra         | Tempo    |
| ---- | ------------------ | --------------- | -------- |
| 1    | Fausto Coppi       | Bianchi-Ursus   | 7h16'22" |
| 2    | Gino Bartali       | Bartali-Gardiol | a 4'40"  |
| 3    | Vito Ortelli       | Atala-Pirelli   | a 6'07"  |
| 4    | Giancarlo Astrua   | Taurea-Pirelli  | a 6'15"  |
| 5    | Emilio Croci-Torti | Tebag           | a 12'38" |
| 6    | Renzo Soldani      | Legnano-Pirelli | s.t.     |
| 7    | Fiorenzo Crippa    | Bianchi-Ursus   | s.t.     |
| 8    | Serse Coppi        | Bianchi-Ursus   | a 19'03" |
| 9    | Livio Isotti       | Arbos-Talbot    | s.t.     |
| 10   | Luciano Frosini    | Legnano-Pirelli | s.t.     |